# Subjefe del Estado Mayor General del Ejército (Argentina)
El subjefe del Estado Mayor General del Ejército (SUBJEMGE) es el segundo comandante del Ejército Argentino.
En la ceremonia de asunción, el subjefe jura fidelidad a la Constitución de la Nación ante el jefe del Estado Mayor General del Ejército, paso previo a la puesta en posesión del cargo.

## Organismos dependientes
- Dirección General de Personal y Bienestar (DGPB). Asiento: Edificio Libertador (CABA).
- Dirección General de Inteligencia (DG Icia). Asiento: Edificio Libertador (CABA).
- Dirección General de Organización y Doctrina (DGOD). Asiento: Edificio Libertador (CABA).
- Dirección General de Material (DGM). Asiento: Palermo (CABA).
- Dirección General de Ingenieros e Infraestructura (DGII). Asiento: Edificio Libertador (CABA).
- Dirección General de Comunicaciones, Informática y Ciberdefensa (DGCIC). Asiento: Edificio Libertador (CABA).
- Dirección General de Salud (DGS). Asiento: Parque Patricios (CABA).[2]
- Dirección General de Investigación y Desarrollo (DGID). Asiento: Edificio Libertador (CABA).
- Dirección de Remonta y Veterinaria (DRV). Asiento: Palermo (CABA).
- Comando de la Guarnición Militar Buenos Aires «Coronel Doctor Roque Sáenz Peña» (Cdo Guar Mil Buenos Aires). Guar Ej Campo de Mayo (BA).
- Dirección de Aviación de Ejército (Dir Av Ej). Asiento: Guar Ej Campo de Mayo (BA).

## Lista de subjefes del Estado Mayor General del Ejército
| Inicio | Final    | Titular                    | Rango               |
| ------ | -------- | -------------------------- | ------------------- |
| n/d    | 1990     | Martín Bonnet              | General de división |
| 1990   | 1991     | Martín Balza               | General de división |
| 1991   | 1996     | Raúl Gómez Sabaini         | General de división |
| 1996   | 1998     | Máximo Rosendo Groba       | General de división |
| 1998   | 1999     | Aníbal Ulises Laiño        | General de división |
| 1999   | 2003     | Eusebio Jurczyszyn         | General de división |
| 2003   | 2004     | Mario Luis Chretien        | General de división |
| 2004   | 2006     | Néstor Hernán Pérez Vovard | General de división |
| 2006   | 2008     | Luis Alberto Pozzi         | General de división |
| 2009   | 2011     | Eduardo A. Lugani          | General de división |
| 2011   | 2013     | César Milani               | General de división |
| 2013   | 2015     | Rubén Oscar Ferrari        | General de división |
| 2015   | 2016     | Gustavo Jorge Luis Motta   | General de división |
| 2016   | 2018     | Santigo Julio Ferreyra     | General de división |
| 2018   | 2020     | Héctor Horacio Prechi      | General de división |
| 2020   | 2021     | Fernando Mauricio Ros      | General de división |
| 2021   | 2023     | Diego Martín López Blanco  | General de división |
| 2024   | Continúa | Carlos Arberto Carugno     | General de brigada  |